# Șevcenkove (Rozvajiv), Ivankiv
Șevcenkove (în ucraineană Шевченкове) este un sat în comuna Rozvajiv din raionul Ivankiv, regiunea Kiev, Ucraina.

## Demografie
Componența lingvistică a localității Șevcenkove
     Ucraineană (100%)
Conform recensământului din 2001, toată populația localității Șevcenkove era vorbitoare de ucraineană (100%).